# Рудник Варекіраупонга
Рудни́к Варекіраупонга (Wharekirauponga) — колишнє, а можливо, й майбутнє гірничодобувне підприємство на Північному острові Нової Зеландії.
У 1985-му в районі Варекіраупонга зареєстрували багато дрібних гірничих відводів, більшість з яких викупила в 1896-му британська компанія Royal Standard Company, що взялася за спорудження великої копальні. Для вивезення руди спорудили залізничну гілку завдовжки 8 кілометрів, проклали ряд штолень та встигли доправити на майданчик копальні обладнання фабрики з вилучення золота, що могла переробляти 100 тонн на добу. Втім, на початку 1898-го до Нової Зеландії прибув новий керівник компанії, який після ознайомлення з невтішними новими даними щодо вмісту золота в руди віддав розпорядження зупинити роботи.
У 1899-му права на рудник відійшли через аукціон Captain Hodge of Coromandel, після чого 14 тонн концентрату відправили для переробки на дослідну станцію, де змогли отримати 590 грамів золота — втім, цього виявилось недостатньо для прийняття рішення про розробку.
Станом на першу половину 2020-х права на родовище належали найбільшій золотовидобувній компанії Нової Зеландії OceanaGold (володіє, зокрема, рудниками Macraes та Марта), що провела тут значний обсяг розвідувальних робіт та займалась оцінкою рентабельності проєкту.